# Yatang, Guangdong
Yatang (kinesiska: 雅塘) är en köping i sydöstra Kina. Den ligger i Lianjiang i staden Zhanjiang i provinsen Guangdong,  omkring 370 kilometer sydväst om provinshuvudstaden Guangzhou. Antalet invånare är 40 616. Befolkningen består av 19 330 kvinnor och 21 286 män. Barn under 15 år utgör 27,0 %, vuxna 15-64 år 62 %, och äldre över 65 år 10,0 %.